# Le Mont (Wogezy)
Mont – miejscowość i gmina we Francji, w regionie Grand Est, w departamencie Wogezy.
Według danych na rok 1999 gminę zamieszkiwało 56 osób, a gęstość zaludnienia wynosiła 14,21 osób/km².